# Superiorität
Superiorität bezeichnet eine übergeordnete Stellung, Erhabenheit oder Überlegenheit. Der Gegenbegriff ist Inferiorität (Minderwertigkeit, Unterlegenheit). 

## Beispiele
- Volkswirtschaftliche Optimierungen besitzen dann eine Superiorität, wenn im Ergebnis Menschen besser gestellt werden, ohne dabei einen anderen schlechter zu stellen (siehe auch: Pareto-Superiorität).
- Manche Rassentheorien wiesen Gruppen von Menschen eine Superiorität oder Inferiorität zu (siehe auch: Homo superior).